# Ianuarie 1990
Acest articol este generat integral pe baza informațiilor din articolul 1990 și este actualizat periodic de un robot.
 Editările făcute în articol vor fi șterse la următoarea actualizare! Dacă doriți să faceți modificări, editați articolul-sursă.

ianuarie -
februarie -
martie -
aprilie -
mai -
iunie -
iulie -
august -
septembrie -
octombrie -
noiembrie -
decembrie
Ianuarie 1990 a fost prima lună a anului și a început într-o zi de luni.

## Evenimente
- 1 ianuarie: Se reînființează Societatea Studenților în Medicină din București.
- 2 ianuarie: Ia ființă Asociația Foștilor Deținuți Politici din România (AFDP).
- 3 ianuarie: F.S.N. aduce la cunoștința opiniei publice că „nu este și nu va fi un partid politic”. Peste o lună FSN s-a transformat într-un partid politic, pentru a putea candida la viitoarele alegeri.[1]
- 3 ianuarie: Fostul lider al Panama, Manuel Noriega, se predă forțelor americane.
- 4 ianuarie: Revista Săptămâna condusă de Eugen Barbu își încetează apariția.[2]
- 7 ianuarie: În România este abolită pedeapsa cu moartea.
- 8 ianuarie: În România este liberalizat regimul pașapoartelor.
- 11 ianuarie: A fost fondat Partidul Național Țărănesc Creștin-Democrat (PNȚCD), avându-l ca lider pe Corneliu Coposu, unul dintre colaboratorii apropiați ai lui Iuliu Maniu.
- 12 ianuarie: Zi de doliu național în memoria victimelor Revoluției Române din decembrie 1989. Ziua se transformă la București în manifestație anticomunistă. Se cere îndepărtarea nomenclaturiștilor și pedepsirea celor vinovați pentru crimele din decembrie 1989. Eșuează încercarea lui Dumitru Mazilu de a prelua conducerea Consiliului FSN și a-l înlătura pe Ion Iliescu de la putere.
- 15 ianuarie: S-a reînființat Partidul Național-Liberal (PNL), condus de un comitet de inițiativă format din Radu Câmpeanu, I. V. Săndulescu și Dan Amedeo Lăzărescu.
- 18 ianuarie: Decret-Lege CFSN nr. 30, privind trecerea în proprietatea statului a patrimoniului fostului PCR.
- 20 ianuarie: A apărut, la București, primul număr al revistei „22”, editată de Grupul pentru Dialog Social.
- 23 ianuarie: În C.F.S.N. se hotărăște (128 voturi pentru, 8 contra, 5 abțineri) participarea Frontului la alegeri. Doina Cornea demisionează din C.F.S.N.[2]
- 24 ianuarie: Prin Decret-Lege C.F.S.N. (nr. 40) se adoptă Imnul de stat al României: „Deșteaptă-te, române", pe versuri de Andrei Mureșanu („Un răsunet"), muzica de Anton Pann.[2]
- 27 ianuarie: Începe procesul a patru dintre colaboratorii apropiați ai lui Nicolae Ceaușescu:  Tudor Postelnicu, Emil Bobu, Ion Dincă și Manea Mănescu.
- 28 ianuarie: La București, în Piața Victoriei, are loc un miting organizat de PNȚCD, PNL, PSDR și alte partide care protestează împotriva hotărârii ca FSN să participe la alegeri. În paralel se desfășoară o contramanifestație organizată de FSN și susținută de muncitorii de la IMGB, ICTB, IMMR și IIRUC.
- 29 ianuarie: Prima mineriadă: Peste cinci mii de mineri din Valea Jiului sosesc în Capitală în urma apelurilor lansate în mass-media de către președintele provizoriu Ion Iliescu.
- 30 ianuarie: Ana Blandiana se retrage din CFSN.[2]

## Nașteri
Yoichiro Kakitani, fotbalist japonez
Toni Kroos, fotbalist german
Ela Rose, cântăreață română
Leroy Fer, fotbalist olandez
Jonathan Matijas, fotbalist francez
Nicolas Jaar, muzician chilian
Stefano Lilipaly, fotbalist indonezian
Ion Jardan, fotbalist moldovean
Liam Hemsworth, actor australian
Grant Gustin, actor și cântăreț american
Áron Szilágyi, scrimer maghiar
Cornel Râpă, fotbalist român
Ionuț Mitrea, kaiacist român
Nacho, fotbalist spaniol
Ciprian Selagea, fotbalist român
Alizé Cornet, jucătoare de tenis franceză
Sergio Pérez, pilot de curse auto mexican
Alexandru Pena, fotbalist român
Adrian Horvat, fotbalist român
Mihai Onicaș, fotbalist român
Bogdan Stoica, boxer român
Daisuke Suzuki, fotbalist japonez
Grzegorz Krychowiak, fotbalist polonez
Saša Balić, fotbalist muntenegrean
Vlad-Emanuel Duruș, politician român

## Decese
Pavel Alexeevici Cerenkov, 85 ani, fizician rus, laureat al Premiului Nobel (1958), (n. 1904)
Ovidiu Bârlea, folclorist și scriitor român (n. 1917)
Zeno Octavian Vancea, compozitor român (n. 1900)
Manfred Künne, 57 ani, scriitor german (n. 1931)
Osho, filozof guru și învățător spiritual indian (n. 1931)
Aleksandr Pecerski, organizatorul unei evadări în masă din lagărele de concentrare naziste (n. 1909)
Barbara Stanwyck (n. Ruby Catherine Stevens), 82 ani, actriță americană (n. 1907)
Mariano Rumor, 74 ani, politician italian, prim-ministru (1968-1970 și 1973-1974), (n. 1915)
Leon Kalustian, 81 ani, jurnalist român (n. 1908)
Ava Gardner (n. Ava Lavinia Gardner), 67 ani, actriță americană de film (n. 1922)
Alexandru Tatos (n. Alexandru Adrian Teodor Tatos), 52 ani, regizor și scenarist român (n. 1937)